# 王荣平
王荣平（1960年5月—），男，江苏高邮人，中华人民共和国政治人物。在职研究生学历，经济学硕士学位。曾任中共扬州市委副书记，江苏省委台湾工作办公室、省政府台湾事务办公室主任，盐城市人民政府市长，中共盐城市委书记。现任江苏省政协副主席，中共十九大代表。

## 生平
1982年7月参加工作。1984年3月加入中国共产党。